# Chondrodesmus voglii
Chondrodesmus voglii är en mångfotingart som beskrevs av Karl Wilhelm Verhoeff 1938. Chondrodesmus voglii ingår i släktet Chondrodesmus och familjen Chelodesmidae. Inga underarter finns listade i Catalogue of Life.